# Orolik
Orolik est un village situé dans le comitat de Vukovar-Syrmie, en Croatie. Le village est habité par des Serbes et comptait 578 habitants au recensement de 2001.